# Mônaco nos Jogos Olímpicos de Verão de 2004
Mônaco competiu nos Jogos Olímpicos de Verão de 2004, em Atenas, na Grécia.